# Мёртвая девушка
«Мёртвая девушка» (англ. The Dead Girl) — драма американского режиссёра Карен Монкрифф. Картина повествует об убийстве молодой девушки Кристы и разделена на пять частей, в каждой из которых — отдельная героиня, по-своему связанная с погибшей. В главных ролях снялись такие известные актрисы, как обладательницы премии «Оскар» Мэри Стинберджен и Марша Гей Харден, а также номинантка на премию «Оскар» Тони Коллетт.
Премьера фильма состоялась в Лос-Анджелесе 29 декабря 2006 года.

## Сюжет
«Незнакомка»
Первая часть фильма повествует о героине Арден (Тони Коллетт), которая обнаруживает тело мёртвой девушки. Шумиха вокруг находки влечёт за собой нарастание конфликта между Арден и её властной, желающей всё контролировать матерью (Пайпер Лори), а также приводит к внезапной связи Арден с загадочным Руди (Джованни Рибизи).
«Сестра»
Вторая часть — история студентки колледжа Лии (Роуз Бирн), находящейся под постоянным давлением матери (Мэри Стинберджен) из-за пропавшей сестры; по этой причине Лиа никак не может продолжать нормальную жизнь. Обнаруженное тело заставляет Лию поверить в то, что её сестра мертва, что надежд больше нет и она может и должна двигаться по жизни дальше.
«Жена»
Третья часть — о женщине (Мэри Бет Хёрт), находящейся в тяжёлых отношениях с мужем. Внезапно раскрываются ужасные подробности его связи с мёртвой девушкой, и это вынуждает Рут пересмотреть свои взгляды на их брак и на саму себя.
«Мать»
Четвёртая часть рассказывает о Мелоре (Марша Гей Харден), чья дочь однажды исчезла из дома и не вернулась. Безутешная мать в поисках ребёнка выходит на проститутку (Керри Вашингтон), от которой узнает, что у её погибшей дочери был ребенок.
«Мёртвая девушка»
Пятая часть — заключительная глава фильма, где зритель узнаёт о Кристе (Бриттани Мёрфи), чьё тело обнаруживается в самом начале картины: запутавшейся девушке, мечтающей о том, как стать хорошей матерью своему ребёнку.

## В ролях
| Актёр            | Роль       |
| ---------------- | ---------- |
| Тони Коллетт     | Арден      |
| Бриттани Мёрфи   | Криста     |
| Мэри Стинберджен | Беверли    |
| Марша Гей Харден | Мелора     |
| Пайпер Лори      | мать Арден |
| Керри Вашингтон  | Розетта    |
| Мэри Бет Хёрт    | Рут        |
| Джованни Рибизи  | Руди       |
| Джеймс Франко    | Дерек      |
| Роуз Бирн        | Лиа        |

## Награды
- Номинации на премию независимого кинематографа Independent Spirit Award 2007
  - Лучшая картина
  - Лучший режиссёр (Карен Монкрифф)
  - Лучшая актриса второго плана (Мэри Бет Хёрт)